# Kyselina difluoroctová
Kyselina difluoroctová je organická sloučenina, která patří mezi halogenkarboxylové kyseliny, jedná se o derivát kyseliny octové, v jejíž methylové skupině jsou dva atomy vodíku nahrazeny fluorovými atomy. V roztocích vytváří difluoroctanové kationty. Dá se použít k přímé C-H difluoromethylaci.